# برآمدگی قوزک
برآمدگی قوزک (انگلیسی: Malleolus) به برآمدگی‌های استخوانی گفته می‌شود که در دو سوی قوزک پا قرار دارند.
قوزک داخلی (درون‌سو) (مالئول داخلی، Medial malleolus) در واقع پایین‌ترین قسمت استخوان درشت‌نی است که در قسمت داخل مچ پا قرار گرفته و هنگامی که پاها را جفت می‌کنیم به یکدیگر برخورد می‌کنند.
قوزک خارجی (برون‌سو) (مالئول لترال، Lateral malleolus) پایین‌ترین قسمت استخوان نازک‌نی بوده و در قسمت خارجی مچ پا است.
قوزک پسین (مالئول خلفی، Posterior malleolus) که پایین‌ترین قسمت استخوان درشت‌نی در ناحیه پشت مچ پا است.